# Cour caribéenne de justice
Pour les articles homonymes, voir CCJ.
La cour caribéenne de justice (CCJ, en anglais Caribbean Court of Justice, en néerlandais Caribisch Hof van Justitie) est une institution de règlements des différends du CARICOM, le marché commun caribéen.

## Histoire
Le projet d'une cour de justice pour le CARICOM remonte à la création du CARICOM (le 4 juillet 1973). La Jamaïque, dirigée par Michael Manley, souhaitait alors substituer au Conseil privé une cour propre aux États des Caraïbes.
Cet objectif sera officialisé en 1989 lors du sommet de Grand Anse à Grenade. La cour caribéenne de justice sera créée par un accord du 14 février 2001, lors de la conférence de Nassau, ratifié par 10 membres du CARICOM, puis par deux membres supplémentaires le 15 septembre 2003, soit en tout 12 pays.
Trois États du CARICOM n'ont pas encore ratifié cet accord : Haïti, les Bahamas et Montserrat.